# Willibald von Kalckstein
Karl Georg Otto Willibald von Kalckstein (* 14. Dezember 1812 in Gauten; † 6. Juni 1894 in Wogau) war ein Gutsbesitzer, Landrat und Reichstagsabgeordneter.

## Leben
Kalckstein absolvierte die Kadettenhäuser in Kulm und Berlin. Am 13. August 1830 wurde er dem Kaiser Franz Garde-Grenadier-Regiment der Preußischen Armee überwiesen. Ab Mitte April 1846 war Kalckstein als Lehrer zum Kadettenkorps kommandiert. Auf sein Gesuch hin schied er als Premierleutnant Anfang April 1848 aus dem Militärdienst aus, um sein Rittergut zu bewirtschaften. Am 11. Oktober 1848 rückte er für den ausgeschiedenen Ludwig Wilhelm zu Dohna-Lauck in die Frankfurter Nationalversammlung nach.
Von 1856 bis 1859 war er zunächst kommissarisch, von 1859 bis 1876 dann Landrat von Preußisch Eylau. Dem Reichstag des Norddeutschen Bundes und dem Deutschen Reichstag gehörte er von 1867 bis 1873 an. Er vertrat dort den Reichstagswahlkreis Regierungsbezirk Königsberg 5 (Heiligenbeil-Preußisch Eylau) für die Konservative Partei. Von 1868 bis 1870 gehörte er außerdem dem Zollparlament an.